# Lesidren, Loveci
Lesidren (în bulgară Лесидрен) este un sat în comuna Ugărcin, regiunea Loveci,  Bulgaria. 

## Demografie
Componența etnică a satului Lesidren
     Bulgari (96,97%)
     Turci (1,79%)
     Nicio identificare (0,94%)
     Altele (0,28%)
La recensământul din 2011, populația satului Lesidren era de 1.057 locuitori. Din punct de vedere etnic, majoritatea locuitorilor (96,97%) erau bulgari, cu o minoritate de turci (1,79%). Pentru 0,94% din locuitori nu este cunoscută apartenența etnică.